# Calderonella sylvatica
Calderonella sylvatica là một loài thực vật có hoa trong họ Hòa thảo. Loài này được Soderstr. & H.F.Decker mô tả khoa học đầu tiên năm 1973.